# Unione Sportiva Viterbese 1999-2000
Questa voce raccoglie le informazioni riguardanti l'Unione Sportiva Viterbese nelle competizioni ufficiali della stagione 1999-2000.

## Rosa

Il centrocampista Fabio Liverani, alla sua quarta e ultima stagione a Viterbo prima del salto in Serie A.

| N. |                      | Ruolo | Calciatore           |
| -- | -------------------- | ----- | -------------------- |
|    | Italia (bandiera)    | D     | Stefano Archetti     |
|    | Italia (bandiera)    | C     | Davide Baiocco       |
|    | Italia (bandiera)    | A     | Maurizio Balestrieri |
|    | Italia (bandiera)    | C     | Lorenzo Battaglia    |
|    | Italia (bandiera)    | D     | Andrea Borsa         |
|    | Italia (bandiera)    | A     | Gianni Califano      |
|    | Italia (bandiera)    | C     | Nicola Cingolani     |
|    | Italia (bandiera)    | D     | Riccardo Contadini   |
|    | Italia (bandiera)    | C     | Maurizio Coppola     |
|    | Italia (bandiera)    | D     | Riki Di Bin          |
|    | Italia (bandiera)    | D     | Marco Di Loreto      |
|    | Argentina (bandiera) | P     | Juan Carlos Docabo   |
|    | Italia (bandiera)    |       | Emidi                |
|    | Italia (bandiera)    | C     | Alessandro Ettori    |
|    | Francia (bandiera)   | A     | Romain Suel          |
|    | Italia (bandiera)    | P     | Patrizio Fimiani     |
|    | Italia (bandiera)    | D     | David Giubilato      |
|    | Italia (bandiera)    | C     | Fabio Liverani       |

| N. |                      | Ruolo | Calciatore         |
| -- | -------------------- | ----- | ------------------ |
|    | Italia (bandiera)    | C     | Valerio Mancini    |
|    | Italia (bandiera)    | D     | Marco Merlo        |
|    | Italia (bandiera)    | D     | Luca Monari        |
|    | Italia (bandiera)    | C     | Emiliano Calisesi  |
|    | Italia (bandiera)    | C     | Cataldo Montesanto |
|    | Italia (bandiera)    | D     | Luca Moreo         |
|    | Libia (bandiera)     | D     | Jehad Muntasser    |
|    | Svezia (bandiera)    | A     | Ulf Ottosson       |
|    | Italia (bandiera)    | C     | Carmine Parlato    |
|    | Venezuela (bandiera) | A     | Giovanni Savarese  |
|    | Italia (bandiera)    | C     | Pasquale Sensibile |
|    | Italia (bandiera)    | A     | Michele Sergi      |
|    | Italia (bandiera)    | C     | Emiliano Testini   |
|    | Argentina (bandiera) | C     | Juan Turchi        |
|    | Italia (bandiera)    | D     | Mauro Valentini    |
|    | Italia (bandiera)    | C     | Alberto Veneruz    |
|    | Italia (bandiera)    | D     | Maurizio Vincioni  |
|    | Italia (bandiera)    | P     | Adriano Zancopè    |

## Risultati

### Serie C1

#### Girone di andata
| 5 settembre 1999 1ª giornata | Viterbese | 3 – 1 | Marsala |  |

| 12 settembre 1999 2ª giornata | Crotone | 5 – 2 | Viterbese |  |

| 19 settembre 1999 3ª giornata | Viterbese | 2 – 1 | Fidelis Andria |  |

| 26 settembre 1999 4ª giornata | Nocerina | 2 – 1 | Viterbese |  |

| 3 ottobre 1999 5ª giornata | Giulianova | 0 – 2 | Viterbese |  |

| 10 ottobre 1999 6ª giornata | Viterbese | 0 – 1 | Ancona |  |

| 17 ottobre 1999 7ª giornata | Catania | 2 – 0 | Viterbese |  |

| 24 ottobre 1999 8ª giornata | Viterbese | 2 – 2 | Ascoli |  |

| 7 novembre 1999 9ª giornata | Viterbese | 1 – 1 | Gualdo |  |

| 14 novembre 1999 10ª giornata | Castel di Sangro | 1 – 2 | Viterbese |  |

| 21 novembre 1999 11ª giornata | Viterbese | 3 – 0 | Atletico Catania |  |

| 28 novembre 1999 12ª giornata | Juve Stabia | 3 – 1 | Viterbese |  |

| 5 dicembre 1999 13ª giornata | Viterbese | 4 – 1 | Arezzo |  |

| 12 dicembre 1999 14ª giornata | Lodigiani | 0 – 1 | Viterbese |  |

| 19 dicembre 1999 15ª giornata | Viterbese | 1 – 1 | Palermo |  |

| 23 dicembre 1999 16ª giornata | Sporting Benevento | 1 – 2 | Viterbese |  |

| 6 gennaio 2000 17ª giornata | Viterbese | 2 – 2 | Avellino |  |

#### Girone di ritorno
| 9 gennaio 2000 18ª giornata | Marsala | 1 – 2 | Viterbese |  |

| 15 gennaio 2000 19ª giornata | Viterbese | 1 – 0 | Crotone |  |

| 23 gennaio 2000 20ª giornata | Fidelis Andria | 0 – 0 | Viterbese |  |

| 30 gennaio 2000 21ª giornata | Viterbese | 1 – 1 | Nocerina |  |

| 6 febbraio 2000 22ª giornata | Viterbese | 2 – 1 | Giulianova |  |

| 13 febbraio 2000 23ª giornata | Ancona | 1 – 1 | Viterbese |  |

| 27 febbraio 2000 24ª giornata | Viterbese | 0 – 0 | Catania |  |

| 5 marzo 2000 25ª giornata | Ascoli | 1 – 1 | Viterbese |  |

| 12 marzo 2000 26ª giornata | Gualdo | 2 – 0 | Viterbese |  |

| 19 marzo 2000 27ª giornata | Viterbese | 0 – 0 | Castel di Sangro |  |

| 2 aprile 2000 28ª giornata | Atletico Catania | 2 – 1 | Viterbese |  |

| 9 aprile 2000 29ª giornata | Viterbese | 3 – 0 | Juve Stabia |  |

| 16 aprile 2000 30ª giornata | Arezzo | 1 – 1 | Viterbese |  |

| 22 aprile 2000 31ª giornata | Viterbese | 2 – 1 | Lodigiani |  |

| 30 aprile 2000 32ª giornata | Palermo | 1 – 0 | Viterbese |  |

| 7 maggio 2000 33ª giornata | Viterbese | 1 – 0 | Sporting Benevento |  |

| 14 maggio 2000 34ª giornata | Avellino | 3 – 0 | Viterbese |  |